# Kljajićevo
Kljajićevo (izvirno srbsko Кљајићево; hrvaško Krnjaja) je naselje v Srbiji, ki upravno spada pod Mesto Sombor; slednja pa je del Zahodnobačkega upravnega okraja.

## Demografija
V naselju živi 4942 polnoletnih prebivalcev, pri čemer je njihova povprečna starost 41,4 let (39,4 pri moških in 43,4 pri ženskah). Naselje ima 1928 gospodinjstev, pri čemer je povprečno število članov na gospodinjstvo 3,12.
To naselje je, glede na rezultate popisa iz leta 2002, večinoma srbsko.
|  |

| Demografija | Demografija     | Demografija     |
| Leto        | Št. prebivalcev | Št. prebivalcev |
| ----------- | --------------- | --------------- |
|             |                 |                 |
|             |                 |                 |
|             |                 |                 |
|             |                 |                 |
| 1948        | 5847            |                 |
| 1953        | 6028            |                 |
| 1961        | 6088            |                 |
| 1971        | 5805            |                 |
| 1981        | 5850            |                 |
| 1991        | 5737            | 5615            |
| 2002        | 6126            | 6012            |
|             |                 |                 |

| Etnična sestava po popisu iz leta 2002 | Etnična sestava po popisu iz leta 2002 | Etnična sestava po popisu iz leta 2002 | Etnična sestava po popisu iz leta 2002 | Etnična sestava po popisu iz leta 2002 |
| -------------------------------------- | -------------------------------------- | -------------------------------------- | -------------------------------------- | -------------------------------------- |
| Srbi                                   | Srbi                                   |                                        | 5.602                                  | 93,19%                                 |
| Jugoslovani                            | Jugoslovani                            |                                        | 72                                     | 1,18%                                  |
| Hrvati                                 | Hrvati                                 |                                        | 52                                     | 0,86%                                  |
| Madžari                                | Madžari                                |                                        | 31                                     | 0,51%                                  |
| Bunjevci                               | Bunjevci                               |                                        | 16                                     | 0,26%                                  |
| Črnogorci                              | Črnogorci                              |                                        | 10                                     | 0,16%                                  |
| Makedonci                              | Makedonci                              |                                        | 8                                      | 0,13%                                  |
| Ukrajinci                              | Ukrajinci                              |                                        | 5                                      | 0,08%                                  |
| Nemci                                  | Nemci                                  |                                        | 5                                      | 0,08%                                  |
| Muslimani                              | Muslimani                              |                                        | 4                                      | 0,06%                                  |
| Slovenci                               | Slovenci                               |                                        | 3                                      | 0,04%                                  |
| Slovaki                                | Slovaki                                |                                        | 3                                      | 0,04%                                  |
| Romi                                   | Romi                                   |                                        | 1                                      | 0,01%                                  |
| Neznano                                | Neznano                                |                                        | 7                                      | 0,11%                                  |